# Suflé

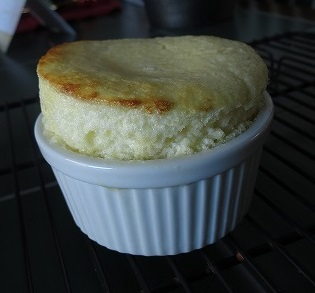
Un suflé.

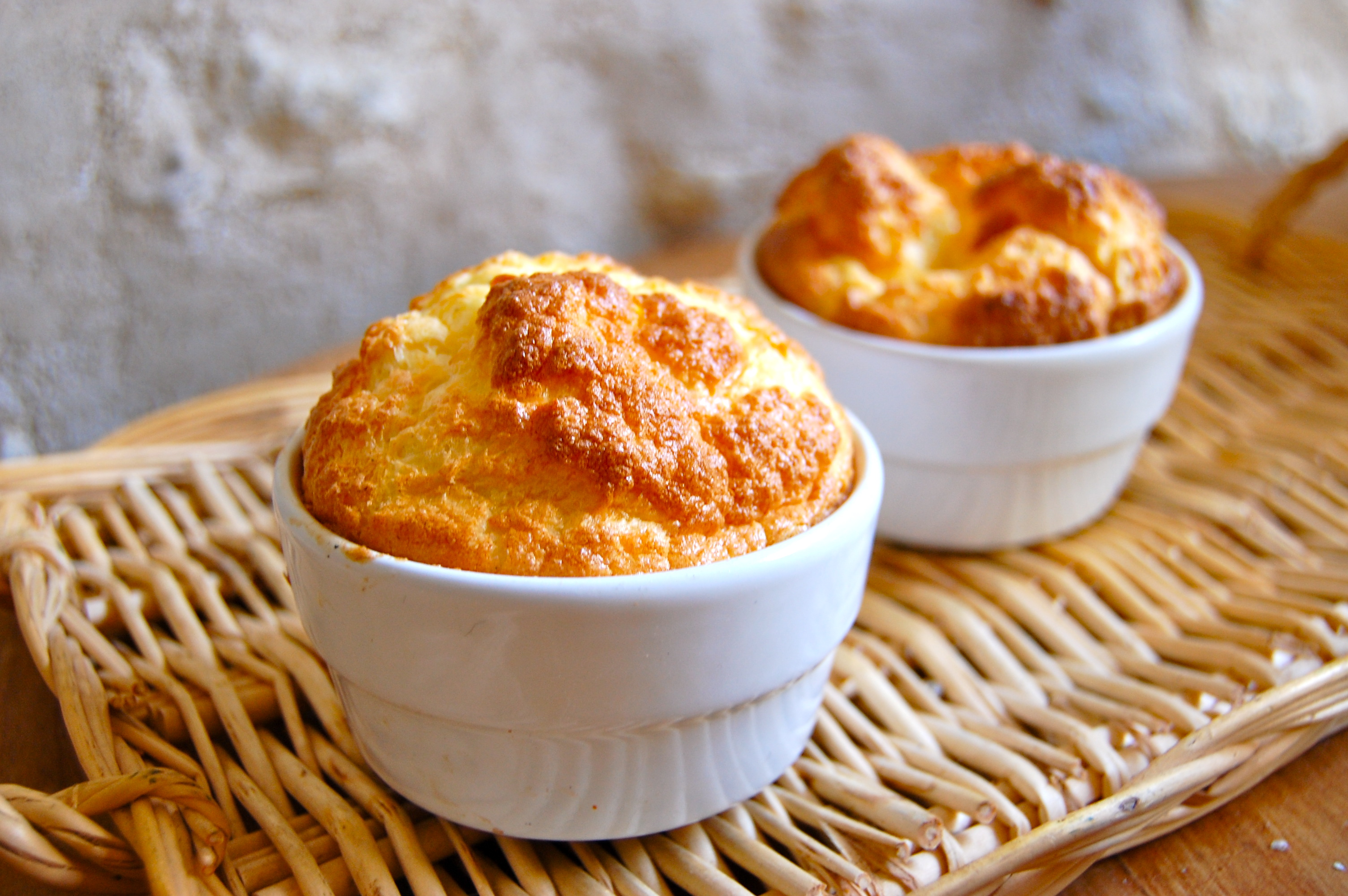
Suflés de queso individuales hechos en ramekines.

El suflé (en francés, soufflé) es un plato ligero francés elaborado al horno con una salsa bechamel combinada con yema de huevo y otros ingredientes, y a la que se incorporan claras de huevos batidas a punto de nieve. Se sirve como primer plato o como postre. 

## Etimología
La palabra suflé es un galicismo proveniente del participio pasado soufflé (soplado, inflado) del verbo francés souffler. Se utiliza como sustantivo para aplicarse a una preparación culinaria que se hincha durante la cocción.

## Composición
Cada suflé está elaborado de dos componentes básicos: 
1. Claras de huevo batidas a punto de nieve.
2. Una base de salsa bechamel mezclada con ingredientes salados o dulces, rallados o cortados en trozos muy pequeños. Se enriquece con las yemas de los huevos.

La base proporciona sabor y una textura suave. Las variedades más comunes para el suflé incluyen queso, hortalizas y marisco, y como postre chocolate, limón o fruta, añadiendo en este caso azúcar. Cuando el suflé sale del horno se ha hinchado y ha multiplicado su volumen original, pero suele «bajar» tras pocos minutos; motivo por el cual debe servirse inmediatamente para que no «se desinfle».
El suflé se hace en recipientes de bordes altos y de todos los tamaños, pero es tradicional hacerlo en un ramekin de gran tamaño (180 ml a).

## Adaptación vegana
Existe una versión vegana del suflé, se realiza con tofu o nata vegetal como sustituto de la nata animal y una mezcla de agua y harina de garbanzos o aquafaba, como sustituto del huevo para la base. Difiere bastante de la preparación tradicional.